# Ruth Kyalisima
Ruth Kyalisima (née le 21 novembre 1955) est une athlète ougandaise.

## Biographie
Ruth Kyalisima est médaillée d'or du relais 4 × 400 mètres aux Jeux africains de 1973 à Lagos.
Aux Jeux africains de 1978  à Alger, elle obtient deux médailles d'argent, sur 400 mètres et 100 mètres haies, et deux médailles de bronze, sur le relais 4 × 100 mètres et le relais 4 × 400 mètres.
Médaillée de bronze du 400 mètres haies aux championnats d'Afrique 1979 à Dakar, elle remporte ensuite trois médailles d'argent aux championnats d'Afrique 1982 au Caire, sur 100 mètres haies, 400 mètres haies et 4 × 400 mètres, ainsi qu'une médaille d'argent sur 400 mètres haies aux  Jeux du Commonwealth de 1982 à Brisbane. 
Elle est la porte-drapeau de la délégation ougandaise aux Jeux olympiques d'été de 1984 à Los Angeles, où elle dispute les séries du 400 mètres haies.
Elle obtient ses dernières médailles internationales aux  championnats d'Afrique 1988 à Annaba, avec une médaille d'or au relais 4 × 400 mètres et une médaille d'argent sur 400 mètres haies. Elle dispute les Jeux olympiques d'été de 1988 à Séoul, où elle dispute les séries du 400 mètres haies et du relais 4 × 100 mètres.
Sur le plan national, elle est sacrée championne d'Ouganda du 100 mètres en 1984 et 1985, du 200 mètres en 1985, du 400 mètres en 1985, du 100 mètres haies en 1982, 1984 et 1985, du 400 mètres haies en 1982 et 1984, du saut en longueur en 1985 et 1988.